# Liste der Naturdenkmäler im Landkreis Hof
Die Liste der Naturdenkmäler im Landkreis Hof ist eine Übersicht über die Naturdenkmäler im Landkreis Hof.

## Liste der Naturdenkmäler im Landkreis Hof
| Name                                                             | Bild | Kennung       | Einzelheiten | Position | Fläche Hektar | Datum |
| ---------------------------------------------------------------- | ---- | ------------- | --- | -------- | ------------- | ----- |
| Linde                                                            |      | 01            | Bad Steben, Carlsgrün 36 am Turnhallenweg in Carlsgrün | ⊙        |               |       |
| Wetterfichte                                                     |      | 02 / ND-03461 | Bad Steben 374 300 m vom Südwestausgang von Bad Steben an der Straße nach Geroldsgrün | ⊙        |               |       |
| Ahorn- oder Arlesstein                                           | BW   | 03 / ND-03760 | Berg, Tiefengrün 298, 299, 300 150 m nordöstlich der Kreisstraße HO 11 Rudolphstein-Tiefengrün, wo die Straße nach Rudolphstein zu fallen beginnt                                            | ⊙        |               |       |
| Buchengruppe                                                     | BW   | 04 / ND-03501 | Berg, Bruck 171 100 m südlich des Einzelanwesens Erzengel | ⊙        |               |       |
| Gebüsch mit altem Traubenkirchbaum bei Bug                       | BW   | 05 / ND-03759 | Berg, Bug 154 550 m nordöstlich von Bug | ⊙        |               |       |
| Doppelstämmiger Ahorn                                            | BW   | 06 / ND-03761 | Feilitzsch, Münchenreuth 647/1 westlich der Straße Feilitzsch-Unterhartmannsreuth, 250 m von letzterem entfernt                                                                              | ⊙        |               |       |
| Aufschluss bei Gattendorf                                        | BW   | 07 / ND-03887 | Gattendorf 60 (t), 61 (t), 67 (t) und 70 (t) 250 m nordwestlich Kirchgattendorf | ⊙        | 0,064096872   |       |
| Bergwald Schloßgattendorf                                        |      | 08 / ND-03858 | Gattendorf 492, 493 (t), 497, 498, 501 (t) im Gemeindeteil Schloßgattendorf (Gelände der Burgruine)                                                                                          | ⊙        |               |       |
| Rotbuche                                                         |      | 09 / ND-03979 | Geroldsgrün, Langenbach 240/2 250 m südlich des Friedhofes von Langenbach auf einer Terrassenkante                                                                                           | ⊙        |               |       |
| 2 Eichen, 2 Ahorn                                                | BW   | 10 / ND-03751 | Helmbrechts, Wüstenselbitz 879, 881, 883 in unmittelbarer Nähe der Geigersmühle | ⊙        |               |       |
| Buchstauden                                                      | BW   | 11 / ND-04104 | Helmbrechts, Ahornberg 949 südlich der Gemeindeverbindungsstraße Edlendorf-Almbranz | ⊙        |               |       |
| Kastanie                                                         | BW   | 12 / ND-04105 | Helmbrechts, Ahornberg 1278/6 an der Ostseite des ehemaligen Schulhauses in Edlendorf | ⊙        |               |       |
| Alte Erle                                                        | BW   | 13 / ND-04106 | Helmbrechts 1875 am Nordufer des Schauensteiner Teiches | ⊙        |               |       |
| Oberlauf des Enziusbaches                                        | BW   | 14 / ND-03685 | Helmbrechts, Poppenreuth Teilflächen von 1012–1017 sowie 1024, Wüstenselbitz Teilflächen von 1280 sowie 1384–1395 Bachlauf ab der Südseite der Kreisstraße HO 23                             | ⊙        |               |       |
| Brücklasteich                                                    |      | 15 / ND-03689 | Helmbrechts, Wüstenselbitz 1259, 1260 (t), 1262 (t), 1263 (t), 1263/1 am Oberlauf des Enziusbaches, nördlich der Kreisstraße HO 23 (siehe auch Jaythof)                                      | ⊙        |               |       |
| Niedermoor Ahornismühle                                          | BW   | 16 / ND-03688 | Helmbrechts, Wüstenselbitz 398 (t), 398/1 und 410 (t) nordöstlich der Ahornismühle | ⊙        |               |       |
| Schloßpark                                                       |      | 18 / ND-03559 | Issigau, Reitzenstein 24, 25, 27, 81–90, 91/2, 92, 128, 130 innerhalb des Ortes Reitzenstein                                                                                                 | ⊙        |               |       |
| Bismarckeiche                                                    | BW   | 19 / ND-03502 | Issigau 168 östlich des Kriegerdenkmales in Issigau | ⊙        |               |       |
| Luitpoldeiche                                                    | BW   | 20 / ND-03500 | Issigau 104/2 im Hof des Evang. Gemeindehauses in Issigau, Kirchplatz 6 | ⊙        |               |       |
| Kanzel                                                           | BW   | 21 / ND-04086 | Köditz, Brunnenthal 126 vor Einmündung der Göstra in die Saale | ⊙        |               |       |
| Felsgruppe                                                       | BW   | 22 / ND-04097 | Köditz, Brunnenthal 203 350 m nordöstlich von Obersaalenstein | ⊙        |               |       |
| Das alte Schloss                                                 | BW   | 23 / ND-04095 | Köditz, Brunnenthal 190 an der Einmündung der Göstra in die Saale | ⊙        |               |       |
| Felsgruppe bei „Das alte Schloß“                                 | BW   | 24 / ND-04094 | Köditz, Brunnenthal 190 an der Einmündung der Göstra in die Saale | ⊙        |               |       |
| Linde                                                            | BW   | 25 / ND-04408 | Konradsreuth, Silberbach 583 6 m vom Anwesen Oberpferdt 16, im südöstlichen Teil des Grundstückes                                                                                            | ⊙        |               |       |
| Friedenseiche                                                    | BW   | 26 / ND-04101 | Konradsreuth, Gottfriedsreuth 184 Dorfmitte Wölbersbach | ⊙        |               |       |
| Eiche                                                            | BW   | 27 / ND-03694 | Leupoldsgrün, Lipperts 56/1 beim Anwesen Parkstraße 5 in Lipperts | ⊙        |               |       |
| Der Hohe Stein                                                   | BW   | 28 / ND-04102 | Leupoldsgrün, Leupoldsgrün 368, Lipperts 406, 407, 407/1 nordwestlich von Leupoldsgrün | ⊙        |               |       |
| Teufelsfelsen                                                    |      | 29 / ND-03552 | Lichtenberg 1458 Waldabteilung I 5 a, Kesselleite beim Teufelssteg im Höllental | ⊙        |               |       |
| Drachenfels                                                      | BW   | 30 / ND-03563 | Lichtenberg 1473 Waldabteilung I 3 c, Kesselfels | ⊙        |               |       |
| Stadthag mit Schloßberg und Burgruine                            |      | 31 / ND-03560 | Lichtenberg 7, 7/2, 8–10, 14, 15, 18, 110/2, 174/2, 620 am nordöstlichen Stadtrand von Lichtenberg                                                                                           | ⊙        |               |       |
| Kesselfels                                                       | BW   | 32 / ND-03558 | Lichtenberg 1473 Waldabteilung I 3 c, Kesselfels | ⊙        |               |       |
| Galgenberg                                                       | BW   | 34 / ND-03554 | Lichtenberg 392, 407 am südlichen Stadtrand | ⊙        |               |       |
| Friedenseiche                                                    |      | 35 / ND-04087 | Münchberg, Straas 37/1 beim Feuerwehrhaus Straas | ⊙        |               |       |
| Wildapfelbaum                                                    |      | 36 / ND-04099 | Münchberg, Meierhof 152 80 m westlich des Anwesens Meierhof 3 | ⊙        |               |       |
| Dorfeiche                                                        |      | 37 / ND-04098 | Münchberg, Meierhof 2138 15 m südwestlich des Feuerwehrhauses Laubersreuth | ⊙        |               |       |
| Linde                                                            |      | 38 / ND-04100 | Münchberg, Meierhof 2260 auf dem Hohberg, nordöstlich von Laubersreuth, 280 m östlich der Autobahn 9                                                                                         | ???      |               |       |
| Baumreihe                                                        |      | 39 / ND-04096 | Münchberg, Meierhof 2088 nördlich des Anwesens Gottersdorf 18, am Schweinereuthweg, ca. 250 m lange Baumreihe                                                                                | ⊙        |               |       |
| 2 Buchen                                                         |      | 40 / ND-04089 | Münchberg, Poppenreuth 5 nordwestlich Hofstelle Poppenreuth Nr. 3 am Weg zur Pulschnitz-Einzel                                                                                               | ⊙        |               |       |
| Dorflinde                                                        |      | 41            | Münchberg, Poppenreuth 348 Dorfmitte | ⊙        |               |       |
| Friedenslinde                                                    |      | 42 / ND-04085 | Münchberg, Straas 1043 Ortsmitte von Solg, südöstlich des Feuerwehrhauses | ⊙        |               |       |
| Linde                                                            |      | 43 / ND-04088 | Münchberg, Straas 1827 25 m südlich des Anwesens Biengarten 26 | ⊙        |               |       |
| Flaserkalk südöstlich Kalkofen                                   |      | 44 / ND-03880 | Naila 1288 (t) südöstlich des Gehöftes Kalkofen 2 | ⊙        | 0,445148755   |       |
| 2 Ahorn, 1 Esche                                                 |      | 45 / ND-04090 | Naila, Culmitz 685 bei dem Anwesen Bärenhäuser 1 | ⊙        |               |       |
| Friedenseiche                                                    |      | 46 / ND-03462 | Naila, Lippertsgrün 13/26 Ortsmitte Lippertsgrün | ⊙        |               |       |
| Garlesfelsen                                                     | BW   | 47 / ND-03556 | Naila, Marlesreuth 627 200 m südwestlich des Gehöftes Garles Nr. 2 | ⊙        |               |       |
| Kapfender Stein                                                  |      | 48 / ND-03505 | Naila, Marlesreuth 589 1300 m östlich der Ortsmitte von Marlesreuth; nördlich der Kreisstraße HO 33 Marlesreuth-Selbitz                                                                      | ⊙        |               |       |
| Linde                                                            |      | 49 / ND-03736 | Oberkotzau 910, 911 trigonometrischer Punkt ca. 1,5 km westlich des Bahnhofes Oberkotzau, beim Höfer Weg                                                                                     | ⊙        |               |       |
| Eklogitaufschluß                                                 |      | 50 / ND-03738 | Oberkotzau, Fattigau 339 am westlichen Ortsrand von Fattigau | ⊙        |               |       |
| Bismarckeiche                                                    |      | 51 / ND-04091 | Oberkotzau bei der Kreuzung Eppenreuther Weg-Höfer Weg | ⊙        |               |       |
| Aufschluß im Kohlenkalk nordwestlich Trogenau                    |      | 52 / ND-03886 | Regnitzlosau, Vierschau 498 (t) und 500 (t) 1,0 km nordwestlich von Trogenau | ⊙        |               |       |
| Devon- u. Kohlenkalkaufschluss bei Osseck a.W.                   |      | 53 / ND-03748 | Regnitzlosau, Draisendorf 792, 793 Wochenendhausgebiet Osseck | ⊙        |               |       |
| Fels am Steinhäuschen                                            | BW   | 54 / ND-04093 | Regnitzlosau 698/4 an der Staatsstraße St 2192, gegenüber der Einmündung des Kalkofenweges                                                                                                   | ⊙        |               |       |
| Eiche beim Waldhaus                                              | BW   | 55 / ND-03889 | Rehau, Rehauer Forst 1 am Waldhaus, südlich Grenzstein Nr. 6 | ⊙        |               |       |
| Friedenseiche                                                    | BW   | 56            | Rehau, Pilgramsreuth 113 Ortsausgang Pilgramsreuth, Richtung Wüstenbrunn, links | ⊙        |               |       |
| Niedermoor „Schwarzteich“                                        | BW   | 57 / ND-03749 | Rehau 3222 (t), 3222/2 (t), 3223 nordöstlich von Seelohe, im Löwitzgrund | ⊙        |               |       |
| Doppelstämmige Föhre                                             | BW   | 58 / ND-03426 | Rehau, Kühschwitz 144 links der Bundesstraße B 15 Rehau-Hof bei Kühschwitz | ⊙        |               |       |
| Friedenseiche                                                    | BW   | 59 / ND-03427 | Rehau, Wurlitz 59 in Wurlitz | ⊙        |               |       |
| Linde bei Pilgramsreuth                                          | BW   | 60 / ND-03888 | Rehau, Pilgramsreuth 164 östlich von Pilgramsreuth Nr. 49, am alten Weg nach Fohrenreuth | ⊙        |               |       |
| Kapellenfelsen                                                   | BW   | 61 / ND-03457 | Rehau, Rehauer Forst 100, 102 an der Bundesstraße B 15, südöstlich Perlenhaus | ⊙        |               |       |
| Felsen „Schlafender Riese“                                       | BW   | 62 / ND-03429 | Schauenstein 777 am südlichen Stadtrand, am Ende der Ortsstraße „Am Goldberg“ | ⊙        |               |       |
| Felsengruppe „Wachende Jungfrau“                                 |      | 63 / ND-03428 | Schauenstein 56 am westlichen Stadtrand in der Parkanlage „Am Hohen Stein“ | ⊙        |               |       |
| Bändergneise                                                     | BW   | 64 / ND-03437 | Schwarzenbach an der Saale, Seulbitz 392 am Gottfriedsreuther Weg, beim Wirtschaftsgebäude des Schützenvereins „Alpenrose“                                                                   | ⊙        |               |       |
| Burgstall                                                        |      | 65 / ND-03430 | Schwarzenbach an der Saale, Förbau 213 ca. 150 m westlich des Betriebsgebäudes des Wasserwirtschaftsamtes Hof an der Förmitztalsperre                                                        | ⊙        |               |       |
| Buchengruppe                                                     |      | 66 / ND-03431 | Schwarzenbach an der Saale, Hallerstein 23 am Nordhang des Schloßberges in Hallerstein | ⊙        |               |       |
| Dorflinde                                                        |      | 67 / ND-03432 | Schwarzenbach an der Saale, Hallerstein 50 Südausgang von Hallerstein | ⊙        |               |       |
| Föhre                                                            | BW   | 68 / ND-03433 | Schwarzenbach an der Saale, Hallerstein 247 ca. 160 m nordwestlich des Wirtschaftsgebäudes Turnerheim Hallerstein                                                                            | ⊙        |               |       |
| Eiche                                                            | BW   | 69 / ND-03435 | Schwarzenbach an der Saale, Quellenreuth 7 150 m nordnordwestlich der Abzweigung der Gemeindestraße von der Bundesstraße B 289, Richtung Quellenreuth                                        | ⊙        |               |       |
| Felspartie „Frosch und Maus“                                     |      | 70 / ND-03436 | Schwarzenbach an der Saale 502/16 westlich der Bundesbahn von Hof, vor Schwarzenbach/Saale, ca. 100 m nördlich der Rehauer Straße                                                            | ⊙        |               |       |
| Schloßberg mit „Schwamma“                                        |      | 71 / ND-03442 | Schwarzenbach am Wald, Schwarzenstein 2 Oberschwarzenstein, siehe auch Schloss Schwarzenstein                                                                                                | ⊙        |               |       |
| Eibe                                                             |      | 72 / ND-03438 | Schwarzenbach am Wald, Bernstein 276 westlich des Anwesens Breitengrund 1 | ⊙        |               |       |
| Galgenberggipfel                                                 | BW   | 73 / ND-03439 | Schwarzenbach am Wald, Bernstein 175 westlich von Bernstein/Wald | ⊙        |               |       |
| Bamberger Tor, Hirschsteinkoppe und Romansfelsen                 | BW   | 74 / ND-03440 | Schwarzenbach am Wald, Bernstein 246/2, 246/3 westlich von Bernstein/Wald | ⊙        |               |       |
| Erdfalte                                                         |      | 75 / ND-03441 | Schwarzenbach am Wald, Löhmar 126/2 östlich der Zegastbrücke, im Zuge der Wald früheren Bundesstraße B 173                                                                                   | ⊙        |               |       |
| Felsen „Kleiner Waldstein“                                       |      | 77 / ND-03444 | Sparneck, Sparnecker Forst 10 auf dem Kleinen Waldstein, Distrikt VII Kleiner Waldstein, Abt. 3, Brandiger Stumpf bei Grenzstein Nr. 564                                                     | ⊙        |               |       |
| Weidenbrunnen                                                    | BW   | 78 / ND-03445 | Sparneck, Sparnecker Forst 34 in der Staatswaldabteilung VII 14 a Reutberg, ca. 30 m nordwestlich des Höhenweges                                                                             | ⊙        |               |       |
| Friedenseiche in Weickenreuth                                    |      | 79 / ND-03929 | Stammbach, Förstenreuth 547 Friedenseiche neben Kriegsgräberdenkmal am nördlichen Ortsausgang von Weickenreuth                                                                               | ⊙        |               |       |
| Buche                                                            |      | 80            | Stammbach, Gundlitz 551 südlich des Anwesens Herrnschrot 49 | ⊙        |               |       |
| Ulme                                                             |      | 80            | Stammbach, Gundlitz | ⊙        |               |       |
| Doppelstämmige Eiche                                             |      | 81            | Stammbach, Straas 1447, 1454 östlich Stammbach, an der Bahnlinie Bamberg - Hof | ⊙        |               |       |
| Ahorn                                                            |      | 82 / ND-03447 | Stammbach, Straas 1702 am Schweinsbacher Weg, 200 m nordöstlich der Autobahnbrücke, daneben eine jüngere Süßkirsche                                                                          | ⊙        |               |       |
| Schafhübel                                                       | BW   | 83 / ND-03762 | Trogen 953 nordöstlich der Straße Gumpertsreuth-Trogen, 350 m vor der Abzweigung der Plauener Straße                                                                                         | ⊙        |               |       |
| Schwarzenstein                                                   | BW   | 84 / ND-03448 | Trogen 678 2,1 km nordöstlich von Trogen | ⊙        |               |       |
| Druidenfels                                                      | BW   | 85 / ND-03455 | Zell im Fichtelgebirge, Sparnecker Forst 50 400 m westlich des Waldsteinhauses, unmittelbar an der Straße zum Fernsehturm/Kreuzung Zeller Steig, in der Staatswaldabteilung VI 19, Bärenfang | ⊙        |               |       |
| Schanze                                                          | BW   | 86 / ND-03450 | Zell im Fichtelgebirge, Sparnecker Forst 41 ca. 600 m östlich des Waldsteinhauses im Distrikt VI, Großer Waldstein, Abt. 6 Schüssel                                                          | ⊙        |               |       |
| Saalequelle und Umgebung                                         |      | 87 / ND-03407 | Zell im Fichtelgebirge 952 Stadtwald Münchberg | ⊙        |               |       |
| Bruckschlagfelsen                                                | BW   | 88 / ND-03451 | Zell im Fichtelgebirge, Sparnecker Forst 50 750 m nordwestlich des Waldsteinhauses in der Staatswaldabteilung VI 20 b, Bruckschlag                                                           | ⊙        |               |       |
| Waagstein                                                        | BW   | 89 / ND-03452 | Zell im Fichtelgebirge, Sparnecker Forst 41 375 m östlich des Waldsteinhauses | ⊙        |               |       |
| Bärenfangfels                                                    | BW   | 90 / ND-03453 | Zell im Fichtelgebirge, Sparnecker Forst 50 150 m westlich des Waldsteinhauses in der Staatswaldabteilung VI 19, Bärenfang                                                                   | ⊙        |               |       |
| Arnsteinfels                                                     |      | 91 / ND-03454 | Zell im Fichtelgebirge, Sparnecker Forst 50 700 m westlich des Waldsteinhauses bzw. 50 m westlich des Bärenweges in der Staatswaldabteilung VI 18 a, Arnsteinfels                            | ⊙        |               |       |
| Kämmleinsfelsen                                                  | BW   | 92 / ND-03675 | Geroldsgrüner Forst 72 oberhalb der Gemeindeverbindungsstraße Geroldsgrün-Langenau | ⊙        |               |       |
| Burgsteinfels                                                    |      | 93 / ND-03553 | Geroldsgrüner Forst 72 ca. 400 m südlich der sog. Forst Langenaustraße, Abzw. Burgsteinweg                                                                                                   | ⊙        |               |       |
| Tropfsteinhöhle Alexander v. Humboldt-Höhle südlich von Langenau |      | 94 / ND-03983 | Geroldsgrüner Forst 129 Zugang in Waldabteilung Rauhberg, ca. 100 m oberhalb (südlich) des Marmorbruches am Stollengrund                                                                     | ⊙        |               |       |
| Kanzelfels                                                       | BW   | 95 / ND-03703 | Geroldsgrüner Forst 190 ca. 650 m südlich der Wolfersgrüner Straße, am Ostabhang zur Abteilung Brandleite                                                                                    | ⊙        |               |       |
| Ringburganlage auf dem Schloßbergkegel                           |      | 96 / ND-03504 | Geroldsgrüner Forst 158 Gipfelbereich der Waldabteilung Schloßberg | ⊙        |               |       |
| Buchenbrünnlein                                                  | BW   | 97 / ND-03434 | Hallersteiner Forst - Nordwest 1 am Höhenweg, 500 m ostnordöstlich der Straße Münchberg-Kirchenlamitz bzw. ca. 1,6 km nordwestlich der Ortschaft Förmitz                                     | ⊙        |               |       |
| Zigeunerstein                                                    |      | 98 / ND-03456 | Martinlamitzer Forst 35 500 m südwestlich des Weges Kornbergturm-Hirschstein, im Volksmund als „Wackelstein“ bezeichneter Granitblock                                                        | ⊙        |               |       |
| Legende für Naturdenkmal                                         |      |               | |          |               |       |

## Ehemalige Naturdenkmäler
| Name                                                  | Bild | Kennung       | Einzelheiten                                                                                               | Position | Fläche Hektar | Datum |
| ----------------------------------------------------- | ---- | ------------- | --- | -------- | ------------- | ----- |
| Rotbuche                                              | BW   | 17 / ND-04107 | Helmbrechts, Wüstenselbitz 53/6 Platz vor dem Schulhaus Wüstenselbitz                                      | ⊙        |               |       |
| Erlen                                                 | BW   | 33 / ND-03557 | Lichtenberg 427, 554, 556–558, 568, 569, 571 am Lohbach zwischen Nailaer Straße und Stadtwaldabteilung Hag | ⊙        |               |       |
| Buche                                                 | BW   | 76            | Sparneck 944 ca. 150 m südlich des Waldhotels „Heimatliebe“, in der nordöstlichen Grundstücksecke          | ⊙        |               |       |
| 2 Friedenseichen mit Kastanienalleen                  | BW   | ND-03425      | Rehau | ⊙        |               |       |
| Alter Wiesenfestplatz                                 | BW   | ND-03555      | Lichtenberg                                                                                                | ⊙        |               |       |
| Baumreihe                                             | BW   | ND-03460      | Bad Steben                                                                                                 | ⊙        |               |       |
| Dorfeiche                                             | BW   | ND-04098      | Münchberg                                                                                                  | ⊙        |               |       |
| Dorflinde                                             | BW   | ND-04103      | Münchberg                                                                                                  | ⊙        |               |       |
| Eiche                                                 | BW   | ND-03443      | Sparneck                                                                                                   | ⊙        |               |       |
| Friedenseiche                                         | BW   | ND-03449      | Zell im Fichtelgebirge                                                                                     | ⊙        |               |       |
| Kandelaberfichte                                      | BW   | ND-03446      | Stammbach                                                                                                  | ⊙        |               |       |
| Ludwigseiche, Wilhelmseiche und eine Eiche ohne Namen | BW   | ND-04092      | Regnitzlosau                                                                                               | ⊙        |               |       |
| Legende für Naturdenkmal                              |      |               | |          |               |       |